# Llista d'ocells del Vietnam
Aquesta llista d'ocells del Vietnam inclou totes les espècies d'ocells trobats al Vietnam: 847, de les quals 13 en són endemismes, 43 es troben globalment amenaçades d'extinció i 3 hi foren introduïdes.
Els ocells s'ordenen per famílies i espècies:

## Podicipedidae
- Tachybaptus ruficollis
- Podiceps nigricollis

## Hydrobatidae
- Oceanodroma monorhis

## Phaethontidae
- Phaethon aethereus

## Pelecanidae
- Pelecanus onocrotalus
- Pelecanus philippensis

## Sulidae
- Sula dactylatra
- Sula sula
- Sula leucogaster

## Phalacrocoracidae
- Phalacrocorax fuscicollis
- Phalacrocorax carbo
- Phalacrocorax niger

## Anhingidae
- Anhinga melanogaster

## Fregatidae
- Fregata andrewsi
- Fregata minor

## Ardeidae
- Ardea cinerea
- Ardea sumatrana
- Ardea purpurea
- Ardea alba
- Egretta intermedia
- Egretta garzetta
- Egretta eulophotes
- Egretta sacra
- Ardeola bacchus
- Ardeola speciosa
- Bubulcus ibis
- Butorides striata
- Nycticorax nycticorax
- Gorsachius magnificus
- Gorsachius melanolophus
- Ixobrychus sinensis
- Ixobrychus eurhythmus
- Ixobrychus cinnamomeus
- Ixobrychus flavicollis
- Botaurus stellaris

## Ciconiidae
- Mycteria cinerea
- Mycteria leucocephala
- Anastomus oscitans
- Ciconia nigra
- Ciconia episcopus
- Ephippiorhynchus asiaticus
- Leptoptilos javanicus
- Leptoptilos dubius

## Threskiornithidae
- Threskiornis melanocephalus
- Pseudibis davisoni
- Pseudibis gigantea
- Plegadis falcinellus
- Platalea minor

## Anatidae
- Dendrocygna javanica
- Anser anser
- Anser indicus
- Tadorna ferruginea
- Tadorna tadorna
- Cairina scutulata
- Sarkidiornis melanotos
- Nettapus coromandelianus
- Aix galericulata
- Anas penelope
- Anas falcata
- Anas strepera
- Anas crecca
- Anas platyrhynchos
- Anas poecilorhyncha
- Anas acuta
- Anas querquedula
- Anas clypeata
- Aythya ferina
- Aythya nyroca
- Aythya baeri
- Aythya fuligula
- Aythya marila
- Mergus squamatus

## Pandionidae
- Pandion haliaetus

## Accipitridae
- Aviceda jerdoni
- Aviceda leuphotes
- Pernis ptilorhynchus
- Elanus caeruleus
- Milvus migrans
- Haliastur indus
- Haliaeetus leucogaster
- Haliaeetus leucoryphus
- Ichthyophaga humilis
- Ichthyophaga ichthyaetus
- Gyps bengalensis
- Gyps indicus
- Aegypius monachus
- Sarcogyps calvus
- Circaetus gallicus
- Spilornis cheela
- Circus aeruginosus
- Circus spilonotus
- Circus cyaneus
- Circus melanoleucos
- Accipiter trivirgatus
- Accipiter badius
- Accipiter soloensis
- Accipiter gularis
- Accipiter virgatus
- Accipiter nisus
- Accipiter gentilis
- Butastur liventer
- Butastur indicus
- Buteo buteo
- Ictinaetus malayensis
- Aquila clanga
- Aquila heliaca
- Aquila fasciatus
- Aquila kienerii
- Spizaetus cirrhatus
- Spizaetus floris
- Spizaetus nipalensis

## Falconidae
- Polihierax insignis
- Microhierax caerulescens
- Microhierax melanoleucus
- Falco tinnunculus
- Falco amurensis
- Falco columbarius
- Falco subbuteo
- Falco severus
- Falco jugger
- Falco peregrinus

## Phasianidae
- Francolinus pintadeanus
- Coturnix japonica
- Coturnix coromandelica
- Coturnix chinensis
- Arborophila torqueola
- Arborophila rufogularis
- Arborophila brunneopectus
- Arborophila davidi
- Arborophila chloropus
- Arborophila merlini
- Arborophila charltonii
- Bambusicola fytchii
- Tragopan temminckii
- Gallus gallus
- Lophura imperialis
- Lophura edwardsi
- Lophura hatinhensis
- Lophura nycthemera
- Lophura diardi
- Phasianus colchicus
- Polyplectron germaini
- Polyplectron bicalcaratum
- Rheinardia ocellata
- Pavo muticus

## Turnicidae
- Turnix sylvatica
- Turnix tanki
- Turnix suscitator

## Gruidae
- Grus antigone
- Grus grus
- Grus nigricollis

## Rallidae
- Rallina fasciata
- Rallina eurizonoides
- Gallirallus striatus
- Rallus aquaticus
- Crex crex
- Amaurornis akool
- Amaurornis phoenicurus
- Amaurornis bicolor
- Porzana pusilla
- Porzana fusca
- Porzana paykullii
- Gallicrex cinerea
- Porphyrio porphyrio
- Gallinula chloropus
- Fulica atra

## Heliornithidae
- Heliopais personata

## Otididae
- Houbaropsis bengalensis

## Jacanidae
- Hydrophasianus chirurgus
- Metopidius indicus

## Rostratulidae
- Rostratula benghalensis

## Recurvirostridae
- Himantopus himantopus
- Recurvirostra avosetta

## Burhinidae
- Burhinus oedicnemus
- Burhinus recurvirostris

## Glareolidae
- Glareola maldivarum

## Charadriidae
- Vanellus vanellus
- Vanellus duvaucelii
- Vanellus cinereus
- Vanellus indicus
- Pluvialis fulva
- Pluvialis squatarola
- Charadrius placidus
- Charadrius dubius
- Charadrius alexandrinus
- Charadrius peronii
- Charadrius mongolus
- Charadrius leschenaultii
- Charadrius veredus

## Scolopacidae
- Scolopax rusticola
- Lymnocryptes minimus
- Gallinago nemoricola
- Gallinago stenura
- Gallinago megala
- Gallinago gallinago
- Limnodromus semipalmatus
- Limosa limosa
- Limosa lapponica
- Numenius phaeopus
- Numenius arquata
- Tringa erythropus
- Tringa totanus
- Tringa stagnatilis
- Tringa nebularia
- Tringa guttifer
- Tringa ochropus
- Tringa glareola
- Xenus cinereus
- Actitis hypoleucos
- Heterosceles brevipes
- Arenaria interpres
- Calidris tenuirostris
- Calidris canutus
- Calidris alba
- Calidris ruficollis
- Calidris temminckii
- Calidris subminuta
- Calidris acuminata
- Calidris ferruginea
- Calidris alpina
- Eurynorhynchus pygmeus
- Limicola falcinellus
- Philomachus pugnax
- Phalaropus lobatus

## Stercorariidae
- Stercorarius pomarinus
- Stercorarius parasiticus

## Laridae
- Larus canus
- Larus argentatus
- Larus heuglini
- Larus cachinnans
- Larus brunnicephalus
- Larus ridibundus
- Larus saundersi
- Larus relictus

## Sternidae
- Sterna nilotica
- Sterna caspia
- Sterna bergii
- Sterna dougallii
- Sterna sumatrana
- Sterna hirundo
- Sterna albifrons
- Sterna acuticauda
- Sterna anaethetus
- Sterna fuscata
- Chlidonias hybridus
- Chlidonias leucopterus
- Anous stolidus
- Gygis alba

## Columbidae
- Columba livia
- Columba pulchricollis
- Columba punicea
- Streptopelia orientalis
- Streptopelia tranquebarica
- Streptopelia chinensis
- Macropygia unchall
- Macropygia ruficeps
- Chalcophaps indica
- Caloenas nicobarica
- Treron vernans
- Treron bicincta
- Treron pompadora
- Treron curvirostra
- Treron phoenicoptera
- Treron seimundi
- Treron apicauda
- Treron sphenura
- Treron sieboldii
- Ducula aenea
- Ducula badia
- Ducula bicolor

## Psittacidae
- Psittinus cyanurus
- Psittacula eupatria
- Psittacula krameri
- Psittacula finschii
- Psittacula roseata
- Psittacula alexandri
- Psittacula longicauda
- Loriculus vernalis

## Cuculidae
- Clamator coromandus
- Cuculus sparverioides
- Cuculus hyperythrus
- Cuculus micropterus
- Cuculus canorus
- Cuculus saturatus
- Cuculus horsfieldi
- Cuculus poliocephalus
- Cacomantis sonneratii
- Cacomantis merulinus
- Chrysococcyx minutillus
- Chrysococcyx maculatus
- Chrysococcyx xanthorhynchus
- Surniculus lugubris
- Eudynamys scolopacea
- Phaenicophaeus diardi
- Phaenicophaeus tristis
- Carpococcyx renauldi
- Centropus sinensis
- Centropus bengalensis

## Tytonidae
- Tyto longimembris
- Tyto alba
- Phodilus badius

## Strigidae
- Otus spilocephalus
- Otus lettia
- Otus lempiji
- Otus sunia
- Bubo nipalensis
- Ketupa zeylonensis
- Ketupa flavipes
- Ketupa ketupu
- Strix seloputo
- Strix leptogrammica
- Strix aluco
- Glaucidium brodiei
- Glaucidium cuculoides
- Athene brama
- Ninox scutulata
- Asio flammeus

## Podargidae
- Batrachostomus hodgsoni
- Batrachostomus javensis

## Caprimulgidae
- Eurostopodus macrotis
- Caprimulgus indicus
- Caprimulgus macrurus
- Caprimulgus asiaticus
- Caprimulgus affinis

## Apodidae
- Aerodramus brevirostris
- Aerodramus rogersi
- Aerodramus maximus
- Aerodramus fuciphagus
- Aerodramus germani
- Hirundapus caudacutus
- Hirundapus cochinchinensis
- Hirundapus giganteus
- Cypsiurus balasiensis
- Apus pacificus
- Apus nipalensis

## Hemiprocnidae
- Hemiprocne coronata

## Trogonidae
- Harpactes erythrocephalus
- Harpactes oreskios
- Harpactes wardi

## Alcedinidae
- Alcedo hercules
- Alcedo atthis
- Alcedo meninting
- Ceyx erithacus
- Lacedo pulchella
- Pelargopsis capensis
- Halcyon coromanda
- Halcyon smyrnensis
- Halcyon pileata
- Todirhamphus chloris
- Megaceryle lugubris
- Ceryle rudis

## Meropidae
- Nyctyornis athertoni
- Merops orientalis
- Merops viridis
- Merops philippinus
- Merops leschenaulti

## Coraciidae
- Coracias benghalensis
- Eurystomus orientalis

## Upupidae
- Upupa epops

## Bucerotidae
- Anthracoceros albirostris
- Anthracoceros malayanus
- Buceros bicornis
- Anorrhinus austeni
- Aceros comatus
- Aceros nipalensis
- Aceros undulatus

## Capitonidae
- Megalaima virens
- Megalaima lagrandieri
- Megalaima lineata
- Megalaima faiostricta
- Megalaima franklinii
- Megalaima oorti
- Megalaima asiatica
- Megalaima incognita
- Megalaima australis
- Megalaima haemacephala

## Picidae
- Jynx torquilla
- Picumnus innominatus
- Sasia ochracea
- Dendrocopos canicapillus
- Dendrocopos macei
- Dendrocopos atratus
- Dendrocopos hyperythrus
- Dendrocopos darjellensis
- Dendrocopos cathpharius
- Dendrocopos major
- Celeus brachyurus
- Dryocopus javensis
- Picus chlorolophus
- Picus flavinucha
- Picus vittatus
- Picus xanthopygaeus
- Picus rabieri
- Picus erythropygius
- Picus canus
- Dinopium javanense
- Chrysocolaptes lucidus
- Gecinulus grantia
- Blythipicus pyrrhotis
- Meiglyptes jugularis
- Hemicircus canente
- Mulleripicus pulverulentus

## Eurylaimidae
- Corydon sumatranus
- Cymbirhynchus macrorhynchos
- Eurylaimus javanicus
- Psarisomus dalhousiae
- Serilophus lunatus

## Pittidae
- Pitta phayrei
- Pitta nipalensis
- Pitta soror
- Pitta oatesi
- Pitta cyanea
- Pitta elliotii
- Pitta sordida
- Pitta nympha
- Pitta moluccensis

## Alaudidae
- Mirafra javanica
- Mirafra erythrocephala
- Alauda gulgula

## Hirundinidae
- Riparia riparia
- Riparia paludicola
- Ptyonoprogne concolor
- Hirundo rustica
- Hirundo tahitica
- Hirundo smithii
- Cecropis daurica
- Cecropis badia
- Delichon urbica
- Delichon dasypus
- Delichon nipalensis

## Motacillidae
- Dendronanthus indicus
- Motacilla alba
- Motacilla lugens
- Motacilla citreola
- Motacilla flava
- Motacilla cinerea
- Anthus rufulus
- Anthus hodgsoni
- Anthus cervinus
- Anthus roseatus
- Anthus spinoletta
- Anthus rubescens

## Campephagidae
- Coracina macei
- Coracina polioptera
- Coracina melaschistos
- Pericrocotus roseus
- Pericrocotus cantonensis
- Pericrocotus divaricatus
- Pericrocotus cinnamomeus
- Pericrocotus ethologus
- Pericrocotus brevirostris
- Pericrocotus flammeus
- Pericrocotus solaris
- Hemipus picatus

## Pycnonotidae
- Spizixos canifrons
- Spizixos semitorques
- Pycnonotus striatus
- Pycnonotus atriceps
- Pycnonotus melanicterus
- Pycnonotus jocosus
- Pycnonotus xanthorrhous
- Pycnonotus sinensis
- Pycnonotus aurigaster
- Pycnonotus finlaysoni
- Pycnonotus flavescens
- Pycnonotus goiavier
- Pycnonotus blanfordi
- Alophoixus pallidus
- Alophoixus ochraceus
- Iole propinqua
- Hemixos flavala
- Hemixos castanonotus
- Ixos mcclellandii
- Hypsipetes leucocephalus

## Chloropseidae
- Chloropsis cochinchinensis
- Chloropsis aurifrons
- Chloropsis hardwickii

## Aegithinidae
- Aegithina tiphia
- Aegithina lafresnayei

## Cinclidae
- Cinclus pallasii

## Turdidae
- Monticola gularis
- Monticola rufiventris
- Monticola solitarius
- Myophonus caeruleus
- Zoothera citrina
- Zoothera sibirica
- Zoothera mollissima
- Zoothera dixoni
- Zoothera dauma
- Zoothera monticola
- Zoothera marginata
- Turdus hortulorum
- Turdus dissimilis
- Turdus cardis
- Turdus boulboul
- Turdus merula
- Turdus rubrocanus
- Turdus obscurus
- Turdus naumanni
- Turdus mupinensis
- Brachypteryx stellata
- Brachypteryx leucophrys
- Brachypteryx montana

## Cisticolidae
- Cisticola juncidis
- Cisticola exilis
- Prinia polychroa
- Prinia atrogularis
- Prinia rufescens
- Prinia hodgsonii
- Prinia flaviventris
- Prinia inornata

## Sylviidae
- Tesia castaneocoronata
- Tesia olivea
- Tesia cyaniventer
- Urosphena squameiceps
- Cettia canturians
- Cettia pallidipes
- Cettia fortipes
- Cettia flavolivacea
- Bradypterus tacsanowskius
- Bradypterus seebohmi
- Bradypterus luteoventris
- Locustella lanceolata
- Locustella certhiola
- Acrocephalus bistrigiceps
- Acrocephalus arundinaceus
- Acrocephalus orientalis
- Acrocephalus stentoreus
- Acrocephalus aedon
- Orthotomus cuculatus
- Orthotomus sutorius
- Orthotomus atrogularis
- Phylloscopus fuscatus
- Phylloscopus subaffinis
- Phylloscopus schwarzi
- Phylloscopus pulcher
- Phylloscopus maculipennis
- Phylloscopus proregulus
- Phylloscopus inornatus
- Phylloscopus borealis
- Phylloscopus trochiloides
- Phylloscopus tenellipes
- Phylloscopus borealoides
- Phylloscopus coronatus
- Phylloscopus reguloides
- Phylloscopus davisoni
- Phylloscopus ricketti
- Seicercus affinis
- Seicercus poliogenys
- Seicercus castaniceps
- Abroscopus albogularis
- Abroscopus superciliaris
- Abroscopus schisticeps
- Tickellia hodgsoni
- Megalurus palustris
- Graminicola bengalensis
- Seicercus tephrocephalus
- Seicercus valentini
- Seicercus soror

## Muscicapidae
- Muscicapa griseisticta
- Muscicapa sibirica
- Muscicapa dauurica
- Muscicapa williamsoni
- Muscicapa muttui
- Muscicapa ferruginea
- Ficedula zanthopygia
- Ficedula narcissina
- Ficedula mugimaki
- Ficedula strophiata
- Ficedula albicilla
- Ficedula hyperythra
- Ficedula monileger
- Ficedula solitaris
- Ficedula westermanni
- Ficedula tricolor
- Ficedula sapphira
- Cyanoptila cyanomelana
- Eumyias thalassina
- Niltava grandis
- Niltava macgrigoriae
- Niltava davidi
- Niltava vivida
- Cyornis concretus
- Cyornis hainanus
- Cyornis rubeculoides
- Cyornis banyumas
- Cyornis tickelliae
- Muscicapella hodgsoni
- Culicicapa ceylonensis
- Erithacus akahige
- Luscinia sibilans
- Luscinia calliope
- Luscinia svecica
- Luscinia cyane
- Tarsiger cyanurus
- Tarsiger chrysaeus
- Tarsiger indicus
- Copsychus saularis
- Copsychus malabaricus
- Phoenicurus ochruros
- Phoenicurus auroreus
- Phoenicurus frontalis
- Chaimarrornis leucocephalus
- Rhyacornis fuliginosus
- Hodgsonius phaenicuroides
- Cinclidium leucurum
- Saxicola maura
- Cinclidium frontale
- Enicurus scouleri
- Enicurus schistaceus
- Enicurus leschenaulti
- Enicurus maculatus
- Cochoa purpurea
- Cochoa viridis
- Saxicola caprata
- Saxicola jerdoni
- Saxicola ferrea

## Rhipiduridae
- Rhipidura hypoxantha
- Rhipidura albicollis
- Rhipidura aureola
- Rhipidura javanica

## Monarchidae
- Hypothymis azurea
- Terpsiphone atrocaudata
- Terpsiphone paradisi

## Pachycephalidae
- Pachycephala grisola

## Timaliidae
- Garrulax perspicillatus
- Garrulax albogularis
- Garrulax leucolophus
- Garrulax monileger
- Garrulax pectoralis
- Garrulax milleti
- Garrulax maesi
- Garrulax chinensis
- Garrulax vassali
- Garrulax rufogularis
- Garrulax konkakinhensis
- Garrulax merulinus
- Garrulax canorus
- Garrulax sannio
- Garrulax subunicolor
- Garrulax squamatus
- Garrulax affinis
- Garrulax erythrocephalus
- Garrulax ngoclinhensis
- Garrulax yersini
- Garrulax formosus
- Garrulax milnei
- Liocichla phoenicea
- Malacocincla abbotti
- Pellorneum tickelli
- Pellorneum albiventre
- Pellorneum ruficeps
- Malacopteron cinereum
- Pomatorhinus hypoleucos
- Pomatorhinus erythrocnemis
- Pomatorhinus schisticeps
- Pomatorhinus ruficollis
- Pomatorhinus ochraceiceps
- Pomatorhinus ferruginosus
- Xiphirhynchus superciliaris
- Jabouilleia danjoui
- Rimator malacoptilus
- Napothera crispifrons
- Napothera brevicaudata
- Napothera epilepidota
- Pnoepyga albiventer
- Pnoepyga pusilla
- Spelaeornis formosus
- Spelaeornis chocolatinus
- Stachyris ambigua
- Stachyris ruficeps
- Stachyris chrysaea
- Stachyris herberti
- Stachyris nigriceps
- Stachyris striolata
- Macronous gularis
- Macronous kelleyi
- Timalia pileata
- Chrysomma sinense
- Leiothrix argentauris
- Leiothrix lutea
- Cutia nipalensis
- Pteruthius rufiventer
- Pteruthius flaviscapis
- Pteruthius melanotis
- Pteruthius aenobarbus
- Gampsorhynchus rufulus
- Actinodura ramsayi
- Actinodura sodangorum
- Actinodura souliei
- Minla cyanouroptera
- Minla strigula
- Minla ignotincta
- Alcippe chrysotis
- Alcippe cinerea
- Alcippe castaneceps
- Alcippe vinipectus
- Alcippe ruficapilla
- Alcippe cinereiceps
- Alcippe rufogularis
- Alcippe brunnea
- Alcippe dubia
- Alcippe poioicephala
- Alcippe morrisonia
- Alcippe peracensis
- Crocias langbianis
- Heterophasia annectens
- Heterophasia melanoleuca
- Heterophasia desgodinsi
- Heterophasia picaoides
- Yuhina castaniceps
- Yuhina flavicollis
- Yuhina gularis
- Yuhina diademata
- Yuhina nigrimenta
- Yuhina zantholeuca

## Paradoxornithidae
- Paradoxornis gularis
- Paradoxornis guttaticollis
- Paradoxornis webbianus
- Paradoxornis brunneus
- Paradoxornis alphonsianus
- Paradoxornis nipalensis
- Paradoxornis verreauxi
- Paradoxornis davidianus
- Paradoxornis ruficeps

## Aegithalidae
- Aegithalos concinnus

## Pardalotidae
- Gerygone sulphurea

## Paridae
- Parus major
- Parus monticolus
- Parus spilonotus
- Sylviparus modestus
- Melanochlora sultanea

## Sittidae
- Sitta castanea
- Sitta nagaensis
- Sitta himalayensis
- Sitta frontalis
- Sitta solangiae
- Sitta formosa

## Certhiidae
- Certhia discolor

## Nectariniidae
- Chalcoparia singalensis
- Anthreptes malacensis
- Hypogramma hypogrammicum
- Leptocoma calcostetha
- Leptocoma sperata
- Cinnyris asiaticus
- Cinnyris jugularis
- Aethopyga gouldiae
- Aethopyga nipalensis
- Aethopyga christinae
- Aethopyga saturata
- Aethopyga siparaja
- Arachnothera longirostra
- Arachnothera modesta
- Arachnothera magna

## Dicaeidae
- Dicaeum agile
- Dicaeum chrysorrheum
- Dicaeum melanoxanthum
- Dicaeum concolor
- Dicaeum ignipectus
- Dicaeum cruentatum

## Zosteropidae
- Zosterops erythropleurus
- Zosterops palpebrosus
- Zosterops japonicus

## Oriolidae
- Oriolus chinensis
- Oriolus tenuirostris
- Oriolus xanthornus
- Oriolus traillii

## Irenidae
- Irena puella

## Laniidae
- Lanius tigrinus
- Lanius cristatus
- Lanius collurioides
- Lanius schach
- Lanius tephronotus

## Prionopidae
- Tephrodornis gularis
- Tephrodornis pondicerianus
- Philentoma pyrhopterum

## Dicruridae
- Dicrurus macrocercus
- Dicrurus leucophaeus
- Dicrurus annectans
- Dicrurus aeneus
- Dicrurus remifer
- Dicrurus hottentottus
- Dicrurus paradiseus

## Artamidae
- Artamus fuscus

## Corvidae
- Garrulus glandarius
- Urocissa flavirostris
- Urocissa erythrorhyncha
- Urocissa whiteheadi
- Cissa chinensis
- Cissa hypoleuca
- Dendrocitta vagabunda
- Dendrocitta formosae
- Dendrocitta frontalis
- Crypsirina temia
- Temnurus temnurus
- Pica pica
- Corvus corone
- Corvus macrorhynchos
- Corvus torquatus

## Sturnidae
- Ampeliceps coronatus
- Gracula religiosa
- Acridotheres grandis
- Acridotheres cristatellus
- Acridotheres tristis
- Acridotheres burmannicus
- Gracupica nigricollis
- Sturnia sturnina
- Sturnia sinensis
- Sturnia malabarica
- Sturnus sericeus
- Sturnus cineraceus
- Sturnus vulgaris

## Ploceidae
- Ploceus manyar
- Ploceus philippinus
- Ploceus hypoxanthus

## Estrildidae
- Amandava amandava
- Erythrura prasina
- Lonchura striata
- Lonchura punctulata
- Lonchura leucogastra
- Lonchura atricapilla
- Lonchura maja
- Padda oryzivora

## Emberizidae
- Melophus lathami
- Emberiza tristrami
- Emberiza fucata
- Emberiza pusilla
- Emberiza aureola
- Emberiza rutila
- Emberiza spodocephala
- Emberiza pallasi

## Fringillidae
- Fringilla montifringilla
- Carpodacus nipalensis
- Carpodacus erythrinus
- Loxia curvirostra
- Carduelis spinoides
- Carduelis monguilloti
- Carduelis ambigua
- Carduelis spinus
- Carduelis sinica
- Pyrrhula nipalensis
- Eophona migratoria
- Mycerobas melanozanthos
- Haematospiza sipahi

## Passeridae
- Passer domesticus
- Passer rutilans
- Passer flaveolus
- Passer montanus[1]